# Distretto di Muzaffarnagar
Muzaffarnagar è un distretto dell'India di 3 541 952 abitanti. Capoluogo del distretto è Muzaffarnagar.